# Pleurocodonellina signata
Pleurocodonellina signata is een mosdiertjessoort uit de familie van de Smittinidae. De wetenschappelijke naam van de soort is voor het eerst geldig gepubliceerd in 1889 door Waters.